# ゲーイゼル (小型ミサイル艦)
ゲーイゼル（ロシア語:Гейзерギェーイズィェル）は、ソ連で建造された小型ミサイル艦（малый ракетный корабль）である。艦名は、ロシア語で「間欠泉」という意味。2009年現在、ロシア海軍バルト艦隊に在籍する。

## 概要
ゲーイゼルは、1987年12月21日にレニングラード・プリモルスキー造船工場で起工した。工場番号では第81号艦と呼ばれ、12341号計画型小型ミサイル艦の14番艦であった。同年12月30日付けでソ連海軍に登録された。1989年8月28日には進水、同年12月27日に竣工、1990年2月28日にソ連海軍バルト艦隊へ編入された。
ソビエト連邦の崩壊により、1992年7月26日を以って正式にロシア海軍所属となった。1999年には、スウェーデンのカールスクルーナへ実務上の寄港をした。2006年7月22日から8月8日にかけては、キール運河を通過してドイツのブレーマーハーフェンとヴァーネミュンデを訪問した。2007年にも、スウェーデンへの親善訪問を実施した。2008年には、デンマークのオーフスやポーランドのグディニャを親善訪問した。
2009年現在、同型艦のズィーピ、リーヴェニ、パッサートとともに第106小型ミサイル艦小艦隊を構成している。